# Деттлікон
Деттлікон (нім. Dättlikon) — громада в Швейцарії в кантоні Цюрих, округ Вінтертур.

## Географія
Громада розташована на відстані близько 110 км на північний схід від Берна, 19 км на північ від Цюриха.
Деттлікон має площу 2,9 км², з яких на 10,7 % дозволяється будівництво (житлове та будівництво доріг), 42,6 % використовуються в сільськогосподарських цілях, 44 % зайнято лісами, 2,7 % не є продуктивними (річки, льодовики або гори).

## Демографія
2019 року в громаді мешкало 776 осіб (+4,2 % порівняно з 2010 роком), іноземців було 8,2 %. Густота населення становила 269 осіб/км².
За віковим діапазоном населення розподілялося таким чином: 24,6 % — особи молодші 20 років, 57,9 % — особи у віці 20—64 років, 17,5 % — особи у віці 65 років та старші. Було 308 помешкань (у середньому 2,5 особи в помешканні).
Із загальної кількості 150 працюючих 30 було зайнятих в первинному секторі, 28 — в обробній промисловості, 92 — в галузі послуг.